# Peperomia farctifolia
Peperomia farctifolia är en pepparväxtart som beskrevs av Trel. & Yunck.. Peperomia farctifolia ingår i släktet peperomior, och familjen pepparväxter. Inga underarter finns listade i Catalogue of Life.